# Martin Spanjaard

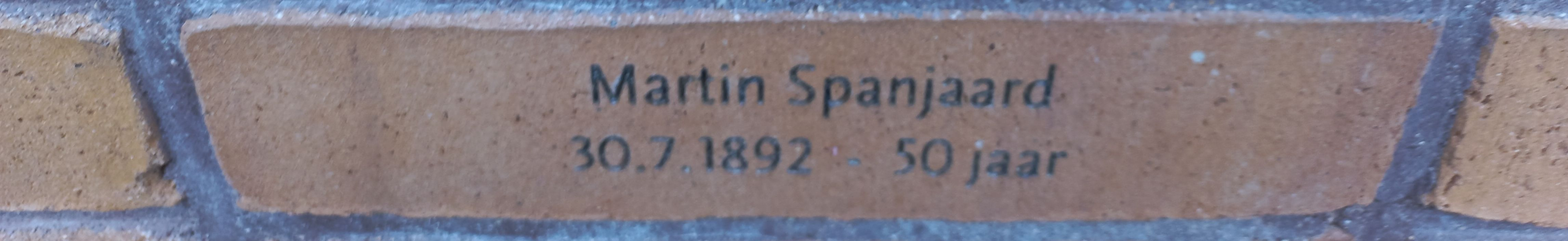
Naamsteen Holocaust Namenmonument (maart 2023)

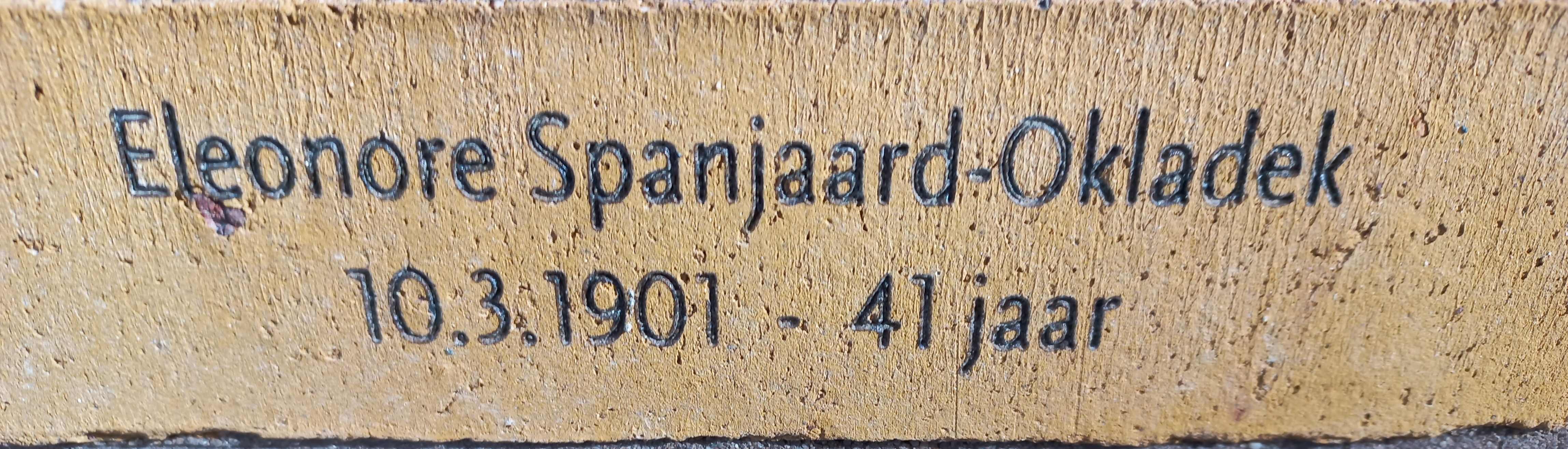
Naamsteen Holocaust Namenmonument (oktober 2022)

Martin Spanjaard (Borne (Overijssel), 30 juli 1892 – Auschwitz, 30 september 1942) was een Nederlands dirigent.
Hij was zoon van (textiel)fabrikant Salomon Jacob Spanjaard en Julia Dorothea Calisch. Hijzelf was getrouwd met Clara Josephine Louise Adolpine van Lier en na een echtscheiding in maart 1932 in mei 1932 met Eleonore Maria Hedwig Okladek. Zoon Martin Spanjaard overleed in 1940 op zee; dochter Clara Louise Spanjaard overleefde de oorlog. 
Zijn eerste lessen kreeg hij van Joseph Salmon, die opgevolgd werd door André Spoor. Hij verkreeg ook lessen van Frits Koeberg op het gebied van piano, harmonieleer en compositieleer. Hij mocht op zeventienjarige leeftijd al een eigen werk dirigeren, Paul Bastide van de Franse Opera droeg zijn baton tijdelijk aan hem over; een serenade voor groot orkest kreeg haar première. Dat zorgde ervoor dat hij toch liever dirigent wilde worden dan uitvoerend musicus; hij kon diverse malen eigen werk dirigeren. Desalniettemin volgde hij nog pianolessen bij Anton Verhey, uitlopend in lessen bij Friedrich Gernsheim aan de "Meisterschule für Musikalische Komposition" in Berlijn. Bij het proefspel kon hij drie werken overhandigen (dubbele fuga, orkestouverture en symfonisch gedicht). Ondertussen bespeelde hij de altviool in het orkest van de Hochschule für Musik van dirigent Willy Hess. Ook in Berlijn vonden premières van zijn werken plaats, hij dirigeerde er onder andere het Blüthnerorkest.
Na de Duitse periode volgde een korte periode in Den Haag en Amsterdam, alwaar lessen werden gevolgd bij Willem Andriessen (piano) en Cornelis Dopper (compositieleer); hij was even assistent van Willem Mengelberg. In 1919 was hij weer in Duitsland te vinden, dit maal als koorrepetitor bij de staatsopera in Berlijn. Vanuit daar volgde in februari 1920 een benoeming als tweede dirigent bij de Arnhemsche Orkest Vereeniging; hij moest Leo Ruygrok en Louis Boer (die er maar een paar maanden werkte) doen vergeten. In de daaropvolgende zomer werd hij eerste dirigent als opvolger van Peter van Anrooy en Richard Heuckeroth. Spanjaard, die ook al concurrent van Louis Boer was geweest, mocht opnieuw solliciteren. Het bestuur had nog geen groot vertrouwen in hem, want stelden hem aan met een proeftijd van één jaar. Hij moest het orkest weer op de rails krijgen na een instabiele periode onder Heuckeroth, voor wat betreft repertoire werd echter maar weinig progressie behaald, aldus werd opgetekend in de Arnhemsche Courant. Als tweede dirigent werd violist H.J. Manks aangesteld. Ook Spanjaards woede-uitbarstingen en lange repetities braken de orkestleden op, waardoor er vanuit het orkest geen onderling vertrouwen meer was, terwijl het publiek wel bleef komen. Een affaire met de Weense harpiste Elly Okladek (1901-1942), die tussen 1927 en 1932 harpiste in het orkest was, gaf ook wrijving in provinciestad Arnhem. Al ruim voor zijn contractverlenging in 1932 was al bekend dat hij en het orkest niet samen verder zouden gaan; er ging een uitgebreide polemiek tussen orkestbestuur en Spanjaard aan vooraf. In die periode waren er betwiste optredens in Deventer en Breda; die steden wilden alleen Spanjaard voor het orkest, zo nodig voor een ander orkest (Utrechts Stedelijk Orkest). Een ledenvergadering begin 1932 liep totaal uit de hand, waarbij Spanjaard nog een rechtszaak aanspande tegen directeur De Monchy; Spanjaard beschuldigde De Monchy van smaad en won. Het leidde er toch toe dat Spanjaard werd opgevolgd door Jaap Spaanderman. Hij kwam al tijdens zijn AOV-periode en daarna voor orkesten te staan in Wiesbaden, Berliner Philharmoniker, Wiener Philharmoniker (Oostenrijkse première van Igor Strawinski’s Capriccio) en Parijs, maar ook het Residentieorkest. Ook stond hij tweemaal voor het Amsterdamse Concertgebouworkest. In 1924 leidde hij onder andere werken van Ludwig van Beethoven en Hector Berlioz; in 1939 werken van Henriëtte Bosmans (Belsazer), Anton Bruckner (Symfonie nr. 1 WAB 101) en Wolfgang Amadeus Mozart (Symfonie nr. 34). 
Na die periode trouwde hij toch met de harpiste en trok naar Den Haag, waar zijn muzikale carrière als een nachtkaars uitging; optredens in Duitsland en Oostenrijk zaten er door de opkomst van Nazi-Duitsland niet meer in. In de Tweede Wereldoorlog werden Spanjaard en Okladek via Kamp Amersfoort en Kamp Westerbork gedeporteerd naar het concentratiekamp Auschwitz en aldaar omgebracht. Beide namen komen voor op het Holocaust Namenmonument te Amsterdam.
In 1923 waren zijn Drie Lieder op tekst van Li T'ai Po in druk verschenen bij Alsbach. Andere te noemen werken zijn Symfonisch gedicht naar het sprookje uit de Duizend en één Nacht (uitgevoerd door USO) en een Scherzo voor orkest.